# Berkner-Insel
Die Berkner-Insel ist mit 43.873 km² die größte Eiskuppel der Erde. Sie befindet sich im antarktischen Filchner-Ronne-Schelfeis. Trotz ihres Namens gilt die Berkner-Insel nicht als Insel im eigentlichen Sinne, da die sie tragende Landmasse sich an ihrem höchsten Punkt etwa 80 Meter unterhalb des Meeresspiegels befindet. Lange Zeit und auch heute noch häufig wurde und wird sie allerdings als solche betrachtet.
Die Eiskuppel besteht komplett aus Eis, 378 km lang und 150 Kilometer breit. Das Eis auf der Thyssenhöhe erreicht eine Höhe von 869 (nach anderen Quellen 975) Metern über dem Meeresspiegel. Mit einer Fläche von 44.810 km² (inoffiziell, ermittelt mithilfe eines Planimeters) ist die Berkner-Insel fast sechs Mal so groß wie die zweitgrößte Eiskuppel, die Roosevelt-Insel. Sie trennt das Filchner-Schelfeis vom Ronne-Schelfeis. Vom Meer aus ist sie nicht erreichbar, da sie vollständig von Schelfeis umgeben ist. Der nördlichste Punkt ist noch rund 17 km vom offenen Meer entfernt.
Die Oberflächenform ist charakterisiert durch zwei Kuppen, die Reinwarthhöhe im Norden (698 m, 78° 19′ S, 46° 20′ W), und die Thyssenhöhe im Süden (869 m, 79° 34′ S, 45° 42′ W). An der Ostseite befinden sich drei Einbuchtungen, von Norden nach Süden: McCarthy Inlet, Roberts Inlet und Spilhaus Inlet. Die Gould Bay liegt im Norden.
Die Berkner-Insel liegt etwa 150 km westlich der Luitpoldküste, dem nächstgelegenen Festland in Ostantarktika. 17 km vor der Nordwestecke liegt der Hemmen-Eisdom. Sie ist unbewohnt. Vom Februar 1995 bis Januar 2006 bestand auf der Thyssenhöhe eine automatische Wetterstation. Die nächstgelegene ständig besetzte Station ist die argentinische Belgrano-II-Station, die 210 km östlich des Nordostens der Berkner-Insel an der Nordwestküste des Coatsland liegt.
Entdeckt wurde der Eisberg am 12. Dezember 1947 aus der Luft durch die Ronne Antarctic Research Expedition. Im Sommer 1957/58 wurde er von Wissenschaftlern der US-amerikanischen Ellsworth-Station unter der Leitung von Finn Ronne aus der Nähe erkundet und nach dem US-amerikanischen Glaziologen Richard Charles Hubley zunächst Hubley Island benannt. Ihren endgültigen Namen, nach dem amerikanischen Physiker Lloyd Viel Berkner, erhielt er 1960 durch das Advisory Committee on Antarctic Names.
Seit 1990 war die Berkner-Insel Ausgangspunkt für mehrere größere Polarexpeditionen. 1994/1995 führten die British Antarctic Survey, das Alfred-Wegener-Institut und die Forschungsstelle für Physikalische Glaziologie der Westfälischen Wilhelms-Universität in Münster gemeinsam Eiskernbohrungen durch.